# Phyllonorycter oregonensis
Phyllonorycter oregonensis är en fjärilsart som först beskrevs av Walsingham 1889.  Phyllonorycter oregonensis ingår i släktet guldmalar, och familjen styltmalar. Inga underarter finns listade i Catalogue of Life.